# Use Your Illusion II
Pour les articles homonymes, voir Use Your Illusion.
Albums de Guns N' Roses
Use Your Illusion I
(1991) The Spaghetti Incident?
(1993)
Use Your Illusion II est le quatrième album et le deuxième des deux disques sortis simultanément à la fin 1991 par le groupe de hard rock américain Guns N' Roses. Le premier s'appelait Use Your Illusion I. L'écriture de ces albums s'est échelonnée sur 2 ans, 1989 et 1990. Ils ont été tous les deux enregistrés du 13 janvier 1990 au 3 août 1991. On peut les considérer comme les deux volets d'un seul et même album.

## L'album
Musicalement, Use Your Illusion II diffère du premier volet (UYI I) par une ambiance globalement plus « progressive », avec des compositions longues et atmosphériques comme Civil War ou Estranged, et les complexes Breakdown et Locomotive.
Dès la première journée de la sortie de l'album, les ventes ont dépassé les 500 000 exemplaires. En effet, le disque est sorti dans les bacs à 00:00 et, en seulement 2 heures après, le disque atteignait déjà le demi-million d'exemplaires vendus. Le mérite ne lui revient pas en totalité : les ventes étaient calculées pour les deux Use Your Illusion qui sont sortis en même temps.

## Anecdotes
- Sur la chanson 14 Years, c'est Izzy Stradlin qui chante les couplets et Axl Rose qui chante les refrains. Les deux avaient composé une chanson appelée 14 Years, ils ont donc décidé de ne garder que le refrain d'Axl et les couplets d'Izzy. Ils chantent chacun leur partie sur l'album.
- Durant cette même chanson, 14 Years, Izzy Stradlin chante I've been the dealer, hangin' on your streets, ce qui est clairement une allusion à Welcome to the Jungle, où dans le clip vidéo de cette dernière Izzy joue le rôle d'un dealer proposant de la drogue à Axl lorsque celui-ci descend du bus.
- Sur la chanson Pretty Tied Up on peut entendre Izzy Stradlin jouer du sitar.
- Sur la chanson Breakdown Slash joue quant à lui du banjo
- Sur les chansons Civil War, Get in the Ring et So Fine, on peut entendre Duff McKagan chanter une partie considérable des paroles conjointement avec Axl Rose. Civil War et Get in the Ring sont deux compositions communes, et So Fine a été écrite par Duff seul. D'ailleurs Duff chante la quasi-totalité des paroles sur So Fine, tandis qu'Axl ne chante que les vers "How could she...".
- La chanson Get in the Ring fait référence aux critiques qui descendent constamment le groupe. Dans la chanson, on peut entendre Axl Rose et Duff McKagan insulter et citer le nom de plusieurs critiques connues. Elle est également enregistrée sous forme de faux live, contrairement à tous les autres titres.
- La version de Don't Cry présente sur cet album n'est pas l'originale, celle-ci figurant sur Use Your Illusion I. La seule différence entre les versions réside dans les paroles des couplets, mais la musique et le refrain restent les mêmes.
- Dans le clip du morceau Estranged, ce n'est pas Slash, mais une doublure qui sort de l'eau en jouant de la guitare.
- Dans une interview, Slash raconte que le solo d'Estranged est le plus difficile qu'il ait joué au sein du groupe.
- Dans le clip de la chanson Don't Cry une référence aux relations tendues avec Izzy est faite. L'on peut voir rapidement griffonnée sur un papier le message suivant : « WHERE IS IZZY ».
- Avant la sortie de l'album, plusieurs titres comme Gn'R Sucks, Girth ou même Buy Product avaient été annoncés. Finalement Use Your Illusion sera retenu.
- Au départ, le groupe prévoyait de sortir un méga-album de trois ou quatre CD, mais ce projet a finalement été abandonné au profit des deux volets séparés que nous connaissons. Plusieurs titres enregistrés, tel que Ain't Goin' Down, Night Crawler, Bring It Back Home, Crash Diet, Sentimental Movie, Just Another Sunday, ne figurent pas sur l'album. Le groupe n'en était pas assez satisfait et a décidé de ne les mettre ni sur l'un ni sur l'autre des Use Your Illusion. Un bootleg appelé Unwanted Illusions sortira quelques années plus tard et contiendra toutes ces chansons. Quant aux autres titres, qui sont tous des reprises et qui ont été enregistrés une première fois avec Izzy Stradlin, ils ont été laissés de côté pour être repris deux ans plus tard avec le nouveau guitariste rythmique Gilby Clarke en vue de l'album The Spaghetti Incident?.
- Seule la chanson Civil War a été enregistrée par le batteur Steven Adler. Il a été renvoyé après avoir enregistré la première chanson des Use Your Illusion à cause de ses problèmes de drogue. Il conserve tout de même le titre de batteur principal puisque sur le contrat il est le premier batteur de Guns N' Roses du début à la fin de l'enregistrement.
- Au tout début de cette même chanson, Civil War, on entend la réplique du gardien sadique (« What we've got here is failure to communicate. » etc), joué par Strother Martin, dans le film Luke la main froide (Cool Hand Luke).
- La pochette de l'album représente un personnage figurant sur la célèbre peinture L'école d'Athènes de Raphaël. Il s'agit de la même image que pour Use Your Illusion I, le premier volet, mais pour les différencier, les deux images ont été reproduites dans des couleurs différentes : en jaune et orange pour le premier, en bleu et violet pour le second. Deux autres Bootlegs disponibles sur Youtube reprennent aussi cette image : Use Your Illusion III en vert, et Use Your Illusion IV en gris.

## Liste des titres
| 1.    | Civil War                                        | Axl Rose, Slash, Duff McKagan               | 7:42 |
| 2.    | 14 Years                                         | Rose, Izzy Stradlin                         | 4:21 |
| 3.    | Yesterdays                                       | Rose, West Arkeen, Del James, Billy McCloud | 3:14 |
| 4.    | Knockin' on Heaven's Door (Reprise de Bob Dylan) | Bob Dylan                                   | 5:36 |
| 5.    | Get in the Ring                                  | Rose, Slash, McKagan                        | 5:41 |
| 6.    | Shotgun Blues                                    | Rose                                        | 3:23 |
| 7.    | Breakdown                                        | Rose                                        | 7:04 |
| 8.    | Pretty Tied Up                                   | Stradlin                                    | 4:48 |
| 9.    | Locomotive                                       | Rose, Slash                                 | 8:42 |
| 10.   | So Fine                                          | McKagan                                     | 4:06 |
| 11.   | Estranged                                        | Rose                                        | 9:24 |
| 12.   | You Could Be Mine                                | Rose, Stradlin                              | 5:44 |
| 13.   | Don't Cry (Paroles alternatives)                 | Rose, Stradlin                              | 4:44 |
| 14.   | My World                                         | Rose                                        | 1:24 |
| 75:58 |                                                  |                                             |      |

## Édition Vinyle

### Face-A
| No  | Titre                     | Durée |
| --- | ------------------------- | ----- |
| A1. | Civil War                 | 7:42  |
| A2. | 14 Years                  | 4:21  |
| A3. | Yesterdays                | 3:14  |
| A4. | Knockin' on Heaven's Door | 5:36  |

### Face-B
| No  | Titre           | Durée |
| --- | --------------- | ----- |
| B1. | Get in the Ring | 5:41  |
| B2. | Shotgun Blues   | 3:23  |
| B3. | Breakdown       | 7:04  |

### Face-A
| No  | Titre          | Durée |
| --- | -------------- | ----- |
| A1. | Pretty Tied Up | 4:48  |
| A2. | Locomotive     | 8:42  |
| A3. | So Fine        | 4:06  |

### Face-B
| No  | Titre                        | Durée |
| --- | ---------------------------- | ----- |
| B1. | Estranged                    | 9:24  |
| B2. | You Could Be Mine            | 5:44  |
| B3. | Don't Cry (Alternate Lyrics) | 4:44  |
| B4. | My World                     | 1:24  |

## Musiciens
Guns 'n Roses
- Axl Rose: chant, piano, chœurs
- Slash: guitare solo, rythmique et acoustique, banjo sur Breakdown
- Izzy Stradlin: Guitare rythmique, Guitare solo sur Estranged, sitar sur Pretty Tied Up, chœurs, chant principal sur 14 Years
- Duff McKagan: Basse, percussions, chœurs et chant principal sur So Fine
- Matt Sorum: batterie, percussions, chœurs
- Dizzy Reed: piano, orgue et synthétiseurs

Musiciens additionnels
- Steven Adler: batterie (Civil War[1]).
- The Waters - Chœurs sur Knockin' on Heaven's Door
- Howard Teman - Piano sur So Fine
- Shannon Hoon - Chœurs sur Don't Cry
- Johann Langlie - Batterie, claviers et effets sonores sur My World

## Charts et certifications
| Pays             | Durée du classement | Meilleur classement |
| ---------------- | ------------------- | ------------------- |
| Allemagne        | 101 semaines        | 2e                  |
| Australie        | 64 semaines         | 1er                 |
| Autriche         | 72 semaines         | 1er                 |
| Canada           | 44 semaines         | 1er                 |
| Espagne          | 11 semaines         | 61e                 |
| États-Unis       | 106 semaines        | 1er                 |
| France           | 66 semaines         | 11e                 |
| Italie           | —                   | 2e                  |
| Norvège          | 19 semaines         | 2e                  |
| Nouvelle-Zélande | 55 semaines         | 1er                 |
| Pays-Bas         | 113 semaines        | 2e                  |
| Portugal         | 1 semaines          | 35e                 |
| Royaume-Uni      | 86 semaines         | 1er                 |
| Suède            | 21 semaines         | 4e                  |
| Suisse           | 60 semaines         | 2e                  |

| Pays             | Certification | Ventes      | Date       |
| ---------------- | ------------- | ----------- | ---------- |
| Allemagne        | 5 × Or        | 1 250 000 + | 1996       |
| Autriche         | 2 × Platine   | 100 000     | 10/11/1992 |
| Belgique         | 2 × Platine   | 80 000 +    | 12/10/2005 |
| Canada           | 9 × Platine   | 900 000 +   | 19/03/2001 |
| États-Unis       | 7 × Platine   | 7 000 000 + | 16/07/1997 |
| Finlande         | Platine       | 76 000 +    | 1992       |
| France           | 2 × Platine   | 600 000 +   | 1995       |
| Italie           | Platine       | 50 000 +    | 2021       |
| Nouvelle-Zélande | Platine       | 15 000 +    | 31/05/1992 |
| Pays-Bas         | Platine       | 40 000 +    | 1992       |
| Royaume-Uni      | Platine       | 300 000 +   | 01/02/1992 |
| Suisse           | 3 × Platine   | 150 000 +   | 1997       |

### Charts singles
You Could Be Mine
| Année | Chart                  | Durée du classement | Position |
| ----- | ---------------------- | ------------------- | -------- |
| 1991  | Hot 100                | 15 semaines         | 29e      |
| 1991  | Mainstream Rock Tracks | 10 semaines         | 3e       |
| 1991  | UK Singles Chart       | 10 semaines         | 3e       |
| 1991  | Single Top 100         | 26 semaines         | 5e       |
| 1991  | ARIA Charts            | 19 semaines         | 3e       |
| 1991  | Ö3 Austria Top 40      | 11 semaines         | 8e       |
| 1991  | (V) Ultratop           | 12 semaines         | 10e      |
| 1991  | RPM Top Singles        | 11 semaines         | 30e      |
| 1991  | Top 100                | 13 semaines         | 8e       |
| 1991  | FIMI                   | —                   | 2e       |
| 1991  | VG-lista               | 13 semaines         | 2e       |
| 1991  | RMNZ Singles Top40     | 26 semaines         | 2e       |
| 1991  | Mega Top 50            | 18 semaines         | 4e       |
| 1991  | Sverigetopplistan      | 9 semaines          | 2e       |
| 1991  | Schweizer Hitparade    | 20 semaines         | 2e       |

Knockin' on Heaven's Door
| Année | Chart                  | Durée du classement | Position |
| ----- | ---------------------- | ------------------- | -------- |
| 1992  | Mainstream Rock Tracks | 9 semaines          | 18e      |
| 1992  | UK Singles Chart       | 9 semaines          | 2e       |
| 1992  | Single Top 100         | 34 semaines         | 5e       |
| 1992  | ARIA Charts            | 32 semaines         | 12e      |
| 1992  | Ö3 Austria Top 40      | 25 semaines         | 3e       |
| 1992  | (V) Ultratop           | 19 semaines         | 1er      |
| 1992  | Top 100                | 23 semaines         | 7e       |
| 1992  | FIMI                   | —                   | 8e       |
| 1992  | VG-lista               | 2 semaines          | 6e       |
| 1992  | RMNZ Singles Top40     | 22 semaines         | 2e       |
| 1992  | Mega Top 50            | 22 semaines         | 1er      |
| 1992  | Sverigetopplistan      | 9 semaines          | 10e      |
| 1992  | Schweizer Hitparade    | 31 semaines         | 5e       |

Yesterdays
| Année | Chart                  | Durée du classement | Position |
| ----- | ---------------------- | ------------------- | -------- |
| 1992  | Hot 100                | 10 semaines         | 72e      |
| 1992  | Mainstream Rock Tracks | 14 semaines         | 13e      |
| 1992  | UK Singles Chart       | 9 semaines          | 8e       |
| 1992  | Single Top 100         | 14 semaines         | 23e      |
| 1992  | ARIA Charts            | 15 semaines         | 14e      |
| 1992  | Ö3 Austria Top 40      | 6 semaines          | 18e      |
| 1992  | (V) Ultratop           | 13 semaines         | 27e      |
| 1992  | RPM Top Singles        | 8 semaines          | 52e      |
| 1992  | VG-lista               | 9 semaines          | 5e       |
| 1992  | RMNZ Singles Top40     | 10 semaines         | 7e       |
| 1992  | Mega Top 50            | 11 semaines         | 7e       |
| 1992  | Sverigetopplistan      | 5 semaines          | 16e      |
| 1992  | Schweizer Hitparade    | 9 semaines          | 19e      |

Civil War
| Année | Chart                  | Durée du classement | Position |
| ----- | ---------------------- | ------------------- | -------- |
| 1993  | Mainstream Rock Tracks | 11 semaines         | 4e       |
| 1993  | UK Singles Chart       | 3 semaines          | 11e      |
| 1993  | ARIA Charts            | 4 semaines          | 45e      |
| 1993  | (V) Ultratop           | 3 semaines          | 10e      |
| 1993  | VG-lista               | 1 semaine           | 5e       |
| 1993  | RMNZ Singles Top40     | 5 semaines          | 27e      |
| 1993  | Mega Top 50            | 5 semaines          | 16e      |